# 格雷奇鄉 (梅赫丁茨縣)
44°34′N 23°7′E / 44.567°N 23.117°E
格雷奇鄉（羅馬尼亞語：Comuna Greci, Mehedinți），是羅馬尼亞的鄉份，位於該國西南部，由梅赫丁茨縣負責管轄，面積40平方公里，海拔高度315米，2007年人口1,334，人口密度每平方公里33人。